# Damaris Kofmehl
Damaris Kofmehl (* 10. August 1970 in Zürich) ist eine Schweizer Autorin christlicher Literatur vor allem für Kinder und Jugendliche.

## Kindheit
Schon im Alter von sechs Jahren diktierte sie ihre Geschichten ihrer Mutter, die sie für sie aufschreiben musste, da sie noch nicht selber schreiben konnte. Als sie in der Grundschule schreiben lernte, verbrachte sie ihre freie Zeit damit, Abenteuergeschichten zu schreiben. Mit zehn Jahren schrieb sie die Geschichte Momo von Michael Ende als Theaterstück für ihre Klasse um. Ihr erstes Buch schrieb sie mit 15. Conny reißt aus wurde dann 1987 von Schulte und Gerth veröffentlicht. Der Verlag bot ihr außerdem an, aus diesem Buch eine Serie zu machen – so entstand Die Abenteuerklasse, die von Günter Schmitz wenige Jahre später auch als Hörspielserie bearbeitet erschien.

## Leben
Nach ihrer Ausbildung zur Grundschullehrerin reiste Kofmehl für eineinhalb Jahre nach Costa Rica, wo sie Missionarskinder unterrichtete. Später reiste sie nach Brasilien, um Stoff für ihr neues Buch zu finden. Es entstand Marcio: Ich will leben, erschienen 1997 im  Brunnen Verlag. Das Schicksal der Straßenkinder ließ Kofmehl länger in Brasilien bleiben als zunächst gewollt. Sie schrieb weitere Bücher wie Christus kam bis São Paulo, erschienen 1998 im Brunnen Verlag (und 1999 als Hörbuch gelesen von Ute Heuser-Ludwig), und engagierte sich in Hilfsorganisationen in São Paulo. Dort blieb sie insgesamt zehn Jahre, bevor sie nach Deutschland zurückkehrte.
Kofmehl hat mehrere Bücher über Menschen geschrieben, die im Sumpf der Gewalt und der Drogen verloren waren und die Rückkehr in ein normales Leben schafften, z. B. Der Neonazi, Der Hooligan oder Der Bankräuber.
Auf einer Reise nach North Carolina (USA) lernte Kofmehl 2002 den Sänger und Motivationstrainer Demetri Betts kennen, den sie nach drei Wochen heiratete. 2008 brachte sie ihr erstes Buch (Dark City) zusammen mit ihrem Mann auf den Markt. Es folgte die Jugendserie Jack Ross mit 4 Bänden. Kofmehl zog 2017 mit ihrem Mann von Deutschland in die Schweiz, wo dieser im Mai des Jahres im Alter von 44 Jahren verstarb.

## Veröffentlichungen
- Die Abenteuerklasse – Conny reißt aus (1987)
- Die Abenteuerklasse – Der Banküberfall (1988)
- Die Abenteuerklasse – Der Schatz auf der Insel (1989)
- Die Abenteuerklasse – Gefahr im Zeltlager (1992)
- Die Abenteuerklasse – Die geheimnisvolle Brosche (1993)
- Gejagt durch Costa Rica (1996)
- Das Geheimnis des Maya-Tempels (1996)
- Kampf um den Regenwald (1997)
- Marcio – ich will leben! (1997)
- Christus kam bis São Paulo (1998)
- Flieh, Valdir, flieh! (1999)
- Shannon – ein wildes Leben (2000)
- Alex – Adrenalin pur! (2001)
- Eliana – Samba im Blut (2003)
- Rinaldo – Tatort Flughafen (2003)
- Müllkinder – Der Schrei brasilianischer Strassenkinder nach Leben (2004)
- Tony Brown: Leben verboten, sterben auch (2004)
- Tödliche Schuld (2005)
- Fünfzehn Minuten Todesgefahr (2007)
- Der Hooligan (2007)
- Seid stark, Frauen! (2008)
- Dark City – Das Buch der Prophetie (2008)
- Dark City – Die Tränen des Lichts (2009)
- Dark City – Das Schwert des Königs (2009)
- Der Neonazi (2010)
- Jack Ross – Der Countdown (2010)
- Der Bankräuber (2011)
- Lori Glori (2011)
- Jack Ross – Die Entführung (2011)
- Jack Ross – Der Betrug (2012)
- Ritter des Ku-Klux-Klan (2012)
- Der Dealer (2013)
- Jack Ross – Die Rettung (2013)
- Die Mörderin (2014)
- Wilder Himmelskrieger – Geheimnisse meines Lebens (2014)
- Verschollen in der Südsee (2015)
- Die Höhle (2016)
- Bad Cop – Ein Polizist auf der Flucht (2016)
- Django – Perus Staatsfeind Nummer Eins (2018)
- Der weisse Löwe von Thabur – Die Löwenblut-Saga (2019)
- Thomas – Leben auf die harte Tour (2020)
- Kämpferseele. Die Stürme meines Lebens, SCM Hänssler, Holzgerlingen 2020, ISBN 978-3-7751-5999-9.
- Melanie – Bleib bei mir, Mama! Eine wahre Lebensgeschichte, SCM Hänssler, Holzgerlingen 2021, ISBN 978-3-7751-6102-2.
- Noah: Ein Bibel-Thriller, SCM Hänssler, Holzgerlingen, 2022, ISBN 978-3-7751-6134-3.